# Eutelia discitriga
Eutelia discitriga är en fjärilsart som beskrevs av Walker 1865. Eutelia discitriga ingår i släktet Eutelia och familjen nattflyn. Inga underarter finns listade i Catalogue of Life.